# Pedro Coimbra
Pedro Artur Barreirinhas Sales Guedes Coimbra (1 de abril de 1973) é um deputado e político português. Ele é deputado à Assembleia da República na XIV legislatura pelo Partido Socialista. Tem uma licenciatura em Engenharia Civil e um MBA para Executivos pela Faculdade de Economia da Universidade de Coimbra.